# Rio Aniene
O rio Aniene (em latim: Anio), antigamente conhecido popularmente como Teverone, termo relativo sobretudo à parte baixa do rio, embora não se use há mais de cinquenta anos, é um rio italiano de 99 km, e o principal afluente da margem esquerda do rio Tibre, logo a seguir ao rio Nera. Juntamente com o primeiro, é um dos dois rios que atravessam Roma; na cidade, as margens estão protegidas durante uma grande extensão, como parque natural.

## História
A confluência do Aniene e do Tibre era controlada por Antêmnas, um assentamento latino numa colina para o sul. Mitos fundacionais contam-no entre os sabinos sequestrados por Rômulo e que sua esposa, Hersília, o teria convencido a fazer deles cidadãos depois da derrota e anexação por volta de 752 a.C.
Dois dos principais aquedutos romanos, o Água Ânio Velho e o Água Ânio Novo, buscavam água no Aniene. O Água Ânio Velho (em latim: Aqua Anio Vetus) foi construído em 270 a.C., iniciado por Mânio Cúrio Dentato e terminado por Marco Fúlvio Flaco. O Água Ânio Novo começou a ser construído por Calígula em 38 d.C. e foi completado por Cláudio dez anos depois. Um terceiro aqueduto, a Água Márcia, foi construído por Quinto Márcio Rei entre 144 e 140 a.C. com os proventos das destruições de Corinto e Cartago em 146 a.C.
O imperador Nero criou três lagos no rio para sua villa em Subiaco. A maior delas, a Represa de Subiaco, foi a mais alta de todas as represas da Antiguidade Clássica e resistiu até ser destruída por uma enchente em 1305. Para aumentar a vazão do Ânio Novo, Trajano conectou-o a estas represas.

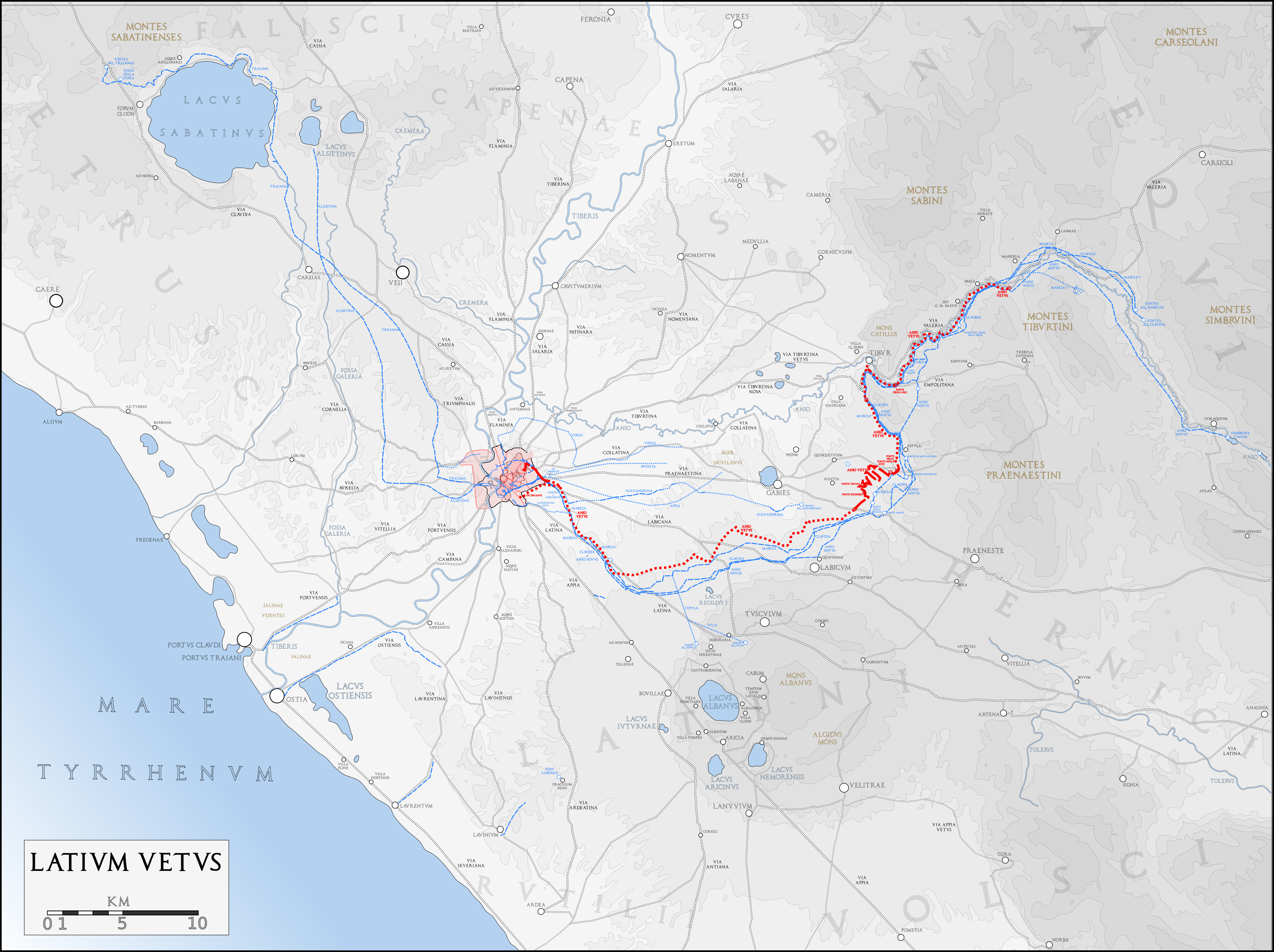
Curso da Água Ânio Velho pelo Lácio até Roma.
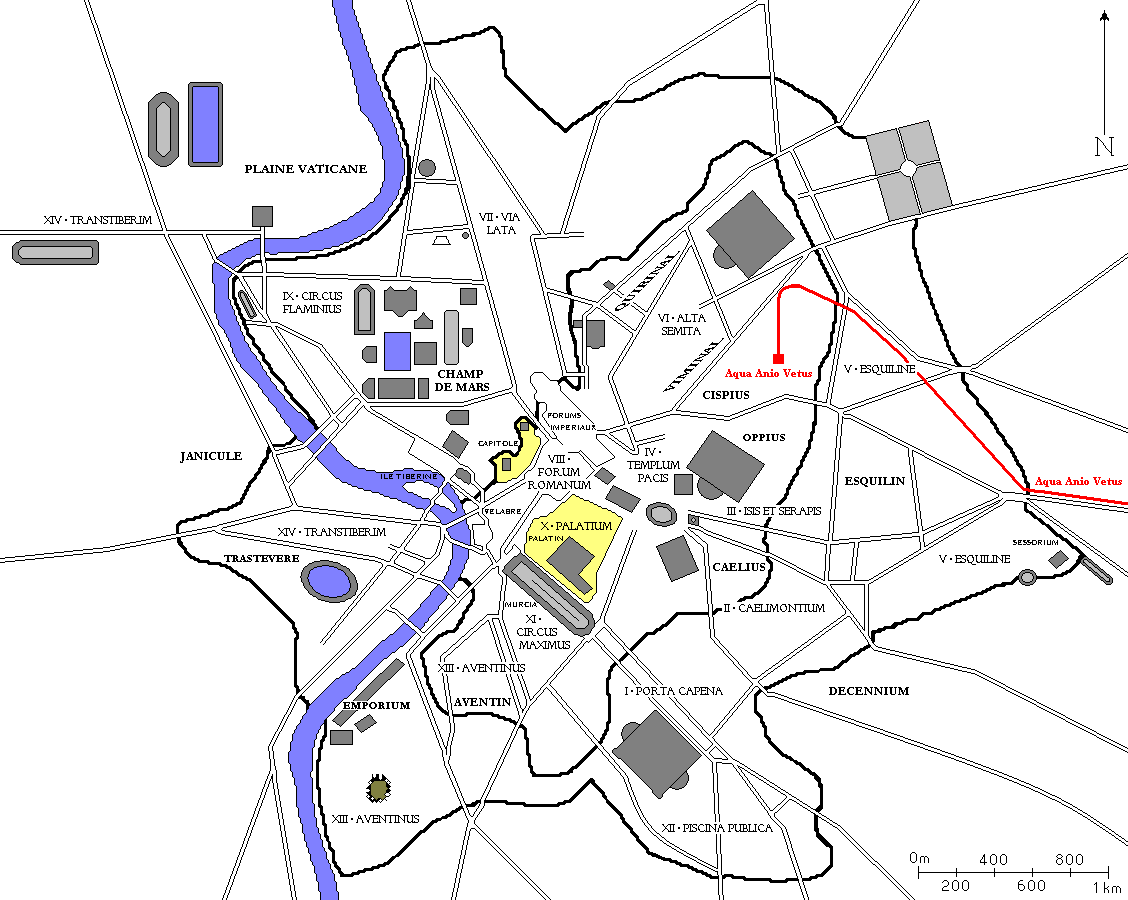
Percurso do aqueduto na cidade de Roma.
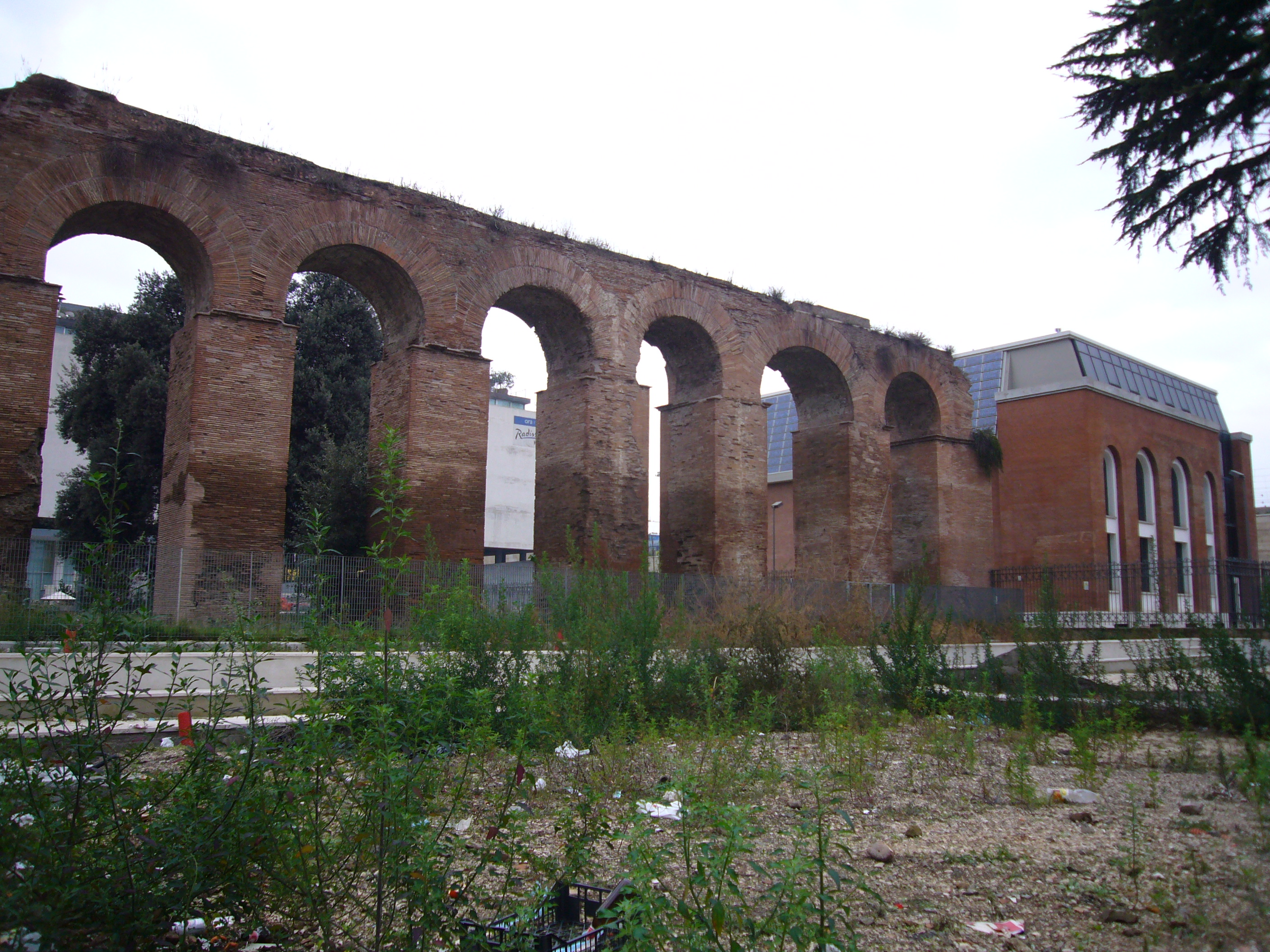
Água Ânio Velho no monte Esquilino.